# Tempestade tropical Bill (2003)
A tempestade tropical Bill foi um ciclone tropical que atingiu a Costa do Golfo dos Estados Unidos no verão de 2003. Foi a segunda tempestade da temporada de furacões no Atlântico de 2003, e se desenvolveu a partir de uma onda tropical em 29 de junho, ao norte da península de Iucatã. Ele se organizou lentamente enquanto se movia para o norte, e atingiu um pico de intensidade com ventos de 95 km/h, pouco antes de fazer landfall na região centro-sul do estado da Luisiana. Bill rapidamente enfraqueceu-se sobre a terra, e como ele acelerou para o nordeste, a umidade da tempestade, combinada com o ar frio de uma frente fria que se aproximava, produziu um surto de 34 tornados. Bill tornou-se extratropical em 2 de julho, e foi absorvido pela frente fria mais tarde naquele mesmo dia.

## História meteorológica

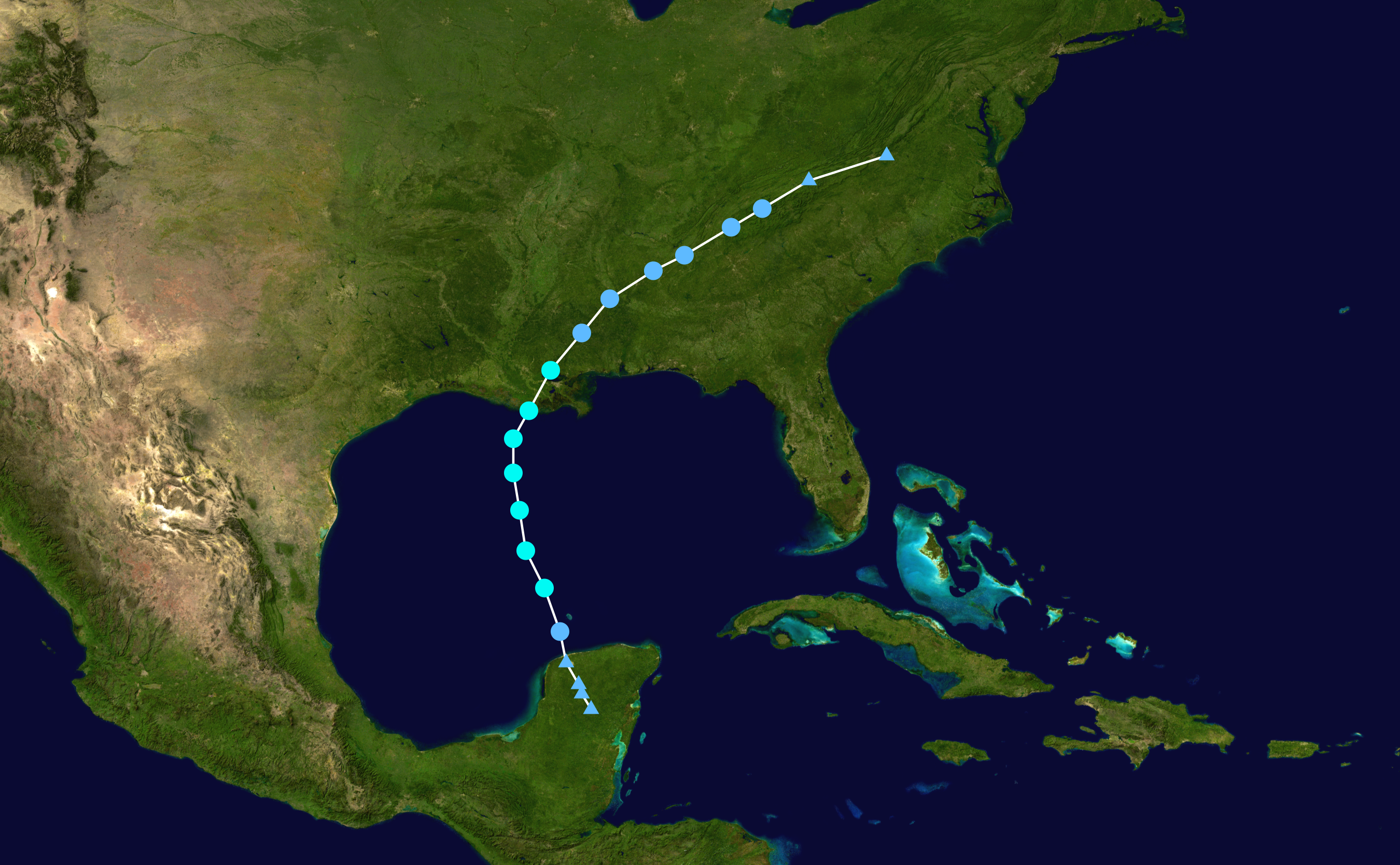
Mapa de trajetória da Tempestade Tropical Bill de 2003, mostrando a localização da tempestade em intervalos de 6 horas. As cores indicam a intensidade dos ventos máximos sustentados, de acordo com a escala Saffir-Simpson, e os formatos dos pontos representam o tipo de ciclone ao longo de sua evolução.

Em 24 de junho de 2003, uma onda tropical se desenvolveu a partir de áreas de convecção espalhadas no centro do mar do Caribe que interagiram com uma região de baixa pressão de nível superior. A onda se moveu lentamente em direção noroeste, e permaneceu desorganizada devido aos fortes ventos de cisalhamento. Na noite de 27 de junho, a convecção se tornou um pouco melhor organizada em torno de uma ampla área de baixa pressão, embora a interação com a terra firme na península de Iucatã tenha impedido um maior desenvolvimento do sistema. A área de baixa pressão se tornou melhor definida sobre a porção central da península, e depois que o sistema voltou-se para o noroeste, a convecção rapidamente se organizou enquanto estava localizada sobre as águas quentes do Golfo do México. Em 29 de junho, após o desenvolvimento de uma circulação fechada, o sistema evolui para a "depressão tropical Três", no momento em que situava-se a cerca de 60 km ao norte da cidade portuário de Progreso, em Iucatã.
A depressão se fortaleceu rapidamente para tornar-se a tempestade tropical Bill no final do dia 29 de junho. Operacionalmente, o Centro Nacional de Furacões dos Estados Unidos só começou a emitir os avisos quando o fenômeno alcançou o status de tempestade tropical. Inicialmente, o sistema se assemelhava a um ciclone subtropical, com os ventos mais fortes e a convecção profunda localizadas longe do centro, ainda assim foi  classificada como tropical devido à suas origens tropicais. A tempestade intensificou constantemente com a diminuição do cisalhamento do vento, e as previsões iniciais do Centro Nacional de Furacões mencionavam a possibilidade de Bill se intensificar até o status de furacão caso a circulação de baixo nível se organizasse sob a área de convecção profunda. Bill virou-se para o norte-noroeste, e depois para o norte, enquanto se movia em torno da periferia de uma crista de altas pressões. Em 30 de junho, a tempestade tropical Bill atingiu um pico de intensidade de 95 km/h. Uma hora depois fez landfall no sudoeste de Terrebonne Parish, na Luisiana. Moveu-se em terra no pico de intensidade, e rapidamente se enfraqueceu para uma depressão sobre ao continente enquanto acelerava para nordeste. Bill permaneceu um ciclone tropical enquanto se movia através do sudeste dos Estados Unidos, até que se tornou ligado a aproximação de um frente fria em 2 de julho perto da fronteira dos estados do Tennessee e da Virgínia. O remanescente da tempestade extratropical foi absorvido pela frente fria em 3 de julho perto do centro da Virgínia, enquanto o remanescente da área de baixa pressão continuou em sentido nordeste até chegar ao Oceano Atlântico depois, em 3 de julho.

## Preparativos
Logo após a formação do fenômeno, o Centro Nacional de Furacões emitiu um alerta de tempestade tropical do extremo sul da Ilha de Galveston até Morgan City, Luisiana. Como o sistema se movimentou para o norte, o alerta foi cancelado e substituído por um aviso de tempestade tropical de High Island, Texas até Pascagoula, no Mississippi. Pouco antes da tempestade atingir a costa, o alerta foi interrompido entre High Island e Cameron, Luisiana. O Centro Nacional de Furacões emitiu um breve alerta de furacão de Intracoastal City a Morgan City, Louisiana, mas foi interrompido porque a tempestade tropical Bill não conseguiu se fortalecer. Antes da tempestade fazer landfall, o escritório local do Serviço Nacional de Meteorologia emitiu alertas de enchentes e de tornados para grande parte da costa do Golfo.
A ameaça da tempestade tropical Bill causou a evacuação de 41 plataformas de petróleo. O que resultou na  perda de produção de mais de 71 trilhões de barris de óleo e 17 milhões de metros cúbicos de gás.
A Cruz Vermelha americana mobilizou seus funcionários e trouxe comida, água e outros suprimentos para a Luisiana antes da chegada da tempestade. A pedido da defesa civil do estado, a organização abriu dois abrigos para moradores de áreas baixas. Em Nova Orleães, várias comportas foram fechadas antes da tempestade atingir a costa, e muitas universidades e prédios do governo também não abriram. Paróquias do litoral encerraram atividades de acampamentos de verão e prepararam sacos de areia, barcos e veículos de rodas altas. As autoridades propuseram uma evacuação voluntária em Grand Isle, embora poucos moradores atenderam à recomendação. O governador da Luisiana Mike Foster declarou estado de emergência em todo o estado para poder usar facilmente recursos estatais disponíveis, e o governador do Mississippi, Ronnie Musgrove, fez uma declaração semelhante para os concelhos de Harrison, Hancock, e Jackson, onde abrigos foram abertos. Autoridades do Mississippi ordenaram a evacuação de zonas propensas a inundações, em antecipação aos efeitos da tempestade.

## Impacto
Bill causou quatro mortes diretas ao longo de seu caminho, além de danos materiais moderados. Estima-se que os prejuízo total superou 50 milhões de dólares (em valores de 2003), principalmente devido às inundações e aos tornados. Ao longo de sua trajetória, Bill gerou 34 tornados, classificando-o como o décimo quarto na lista de furacões no Atlântico Norte que mais geraram tornados. O surto de tornados foi causado pela erosão do vento, o ar úmido da tempestade, e o ar frio a partir da aproximação de uma frente fria. Apesar de em grande número, a maioria deles eram fracos e de curta duração. Antes, a tempestade produziu chuvas ao longo das áreas costeiras do México ao longo da Baía de Campeche, atingindo a precipitação máxima de 100 mm em Iucatã e 75 mm em Campeche.

### Costa ocidental do Golfo
Os bandas exteriores de Bill provocaram chuvas em toda região sudeste do estado do Texas, atingindo um máximo de 27 mm em Jamaica Beach. Os ventos sustentados da tempestade permaneceram fracos, e rajadas de vento foram de no máximo 32 km/h no leste de Galveston County. Ao fazer landfall, Bill provocou uma tempestade cujo altura da água subiu 1,1 m no Pier Prazer. Os efeitos no Texas foram mínimos, limitados a uma pequena erosão duma praia na Península de Bolívar.